# Georges Pézières

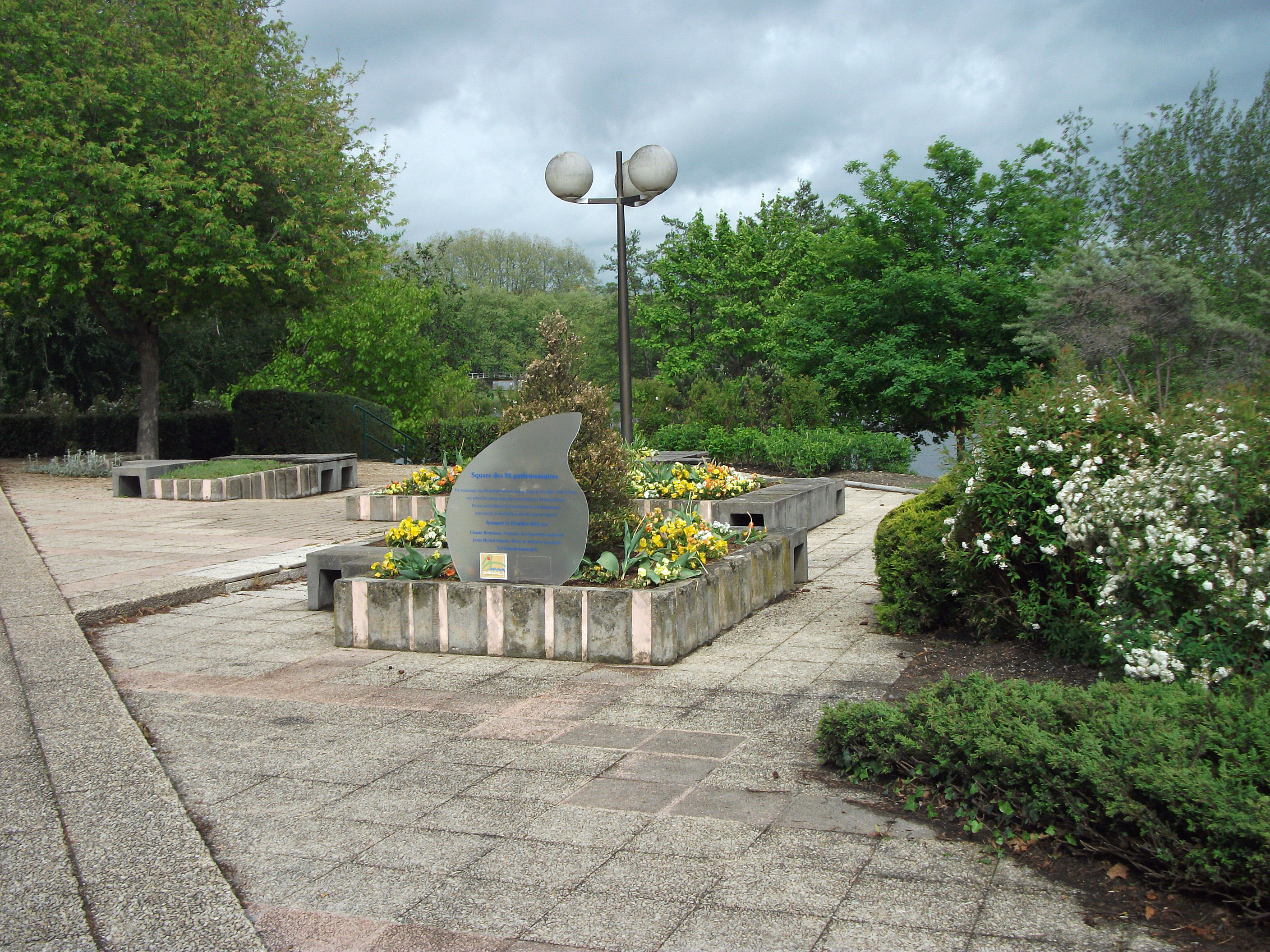
Bellerive-sur-Allier, Square des 80 Parlementaires

Georges Pézières (* 2. Mai 1885 in La Boissière, Département Hérault; † 1. März 1941 in Perpignan) war ein französischer Politiker der sozialistischen Partei SFIO in der Dritten Republik. Er war von 1936 bis 1941 Mitglied des französischen Senats und gehörte zu den 80 Parlamentariern, die am 10. Juli 1940 gegen die Ermächtigung des Marschalls Pétain stimmten.

## Leben
Georges Pézières war der Sohn eines Lehrers und wurde nach seinem Studium Professeur de lettres (Literaturlehrer) am Collège in Perpignan. 1924 trat er der Section française de l’Internationale ouvrière (SFIO) bei. Er wurde 1925 in den Stadtrat von Perpignan gewählt und 1928 zum zweiten stellvertretenden Bürgermeister ernannt. Nach einer Niederlage 1929 wurde er Sekretär der SFIO-Föderation des Départements Pyrénées-Orientales, ein Amt, das er bis 1935 innehatte und das er ab 1934 mit dem Amt des Sekretärs der Ortsgruppe Perpignan vereinte.
Im Oktober 1931 wurde Pézières als Vertreter des Kantons Saint-Paul-de-Fenouillet in den Generalrat des Départements Pyrénées-Orientales gewählt, sechs Jahre später gelang ihm die Wiederwahl. Im März 1935 kehrte er zu seinem Mandat als Gemeinderat zurück und wurde im Oktober desselben Jahres zum Senator gewählt.
Am 10. Juli 1940 stimmte Pézières gegen die Erteilung der diktatorischen Vollmachten an Philippe Pétain.